# Station Akashi
Station Akashi  (明石駅, Akashi-eki) is een spoorwegstation in de Japanse stad Akashi, in de prefectuur Hyōgo. Het wordt aangedaan door de JR Kobe-lijn. Het station ligt naast het station Sanyo Akashi, dat echter als een apart station wordt beschouwd.

## Treindienst

### JR Kobe-lijn
| 1 | ■ JR Kobe-lijn | stoptreinen richting Nishi-Akashi, Kakogawa en Himeji             |
| 2 | ■ JR Kobe-lijn | stoptreinen en sneltreinen richting Sannomiya, Amagasaki en Osaka |
| 3 | ■ JR Kobe-lijn | intercity’s richting Nishi-Akashi, Kakogawa en Himeji             |
| 4 | ■ JR Kobe-lijn | intercity’s richting Sannomiya, Amagasaki en Osaka                |

## Geschiedenis
Het station werd in 1888 geopend aan de spoorlijn tussen Akashi en het station Hyogo. In 1964 werd er een nieuw, verhoogd station gebouwd, 160 meter ten westen van het oude station.

## Overig openbaar vervoer
Nabij het station bevindt zich een busstation waar zowel bussen behorend tot het netwerk van Kōbe als Akashi stoppen.

## Stationsomgeving
Rondom het station zijn er een aantal winkelcentra, winkelstraten (waarvan enkele gespecialiseerde) en restaurants. Daarnaast ligt het nabij het kasteel van Akashi alsook de haven.
- Station Sanyo Akashi aan de Sanyo-lijn
- Aspis Akashi (winkelcentrum)
- Akashi-park:
  - Kasteel Akashi
  - Prefecturale bibliotheek van Hyōgo
- Cultureel Museum van Akashi
- Rapasu (winkelcentrum)
- Haven van Akashi
- Tsutaya
- Sunkus
- McDonald's
- Autoweg 2

(Tōkaidō-lijn<<) · Ōsaka · Tsukamoto · Amagasaki · Tachibana · Koshienguchi · Nishinomiya · Sakura-Shukugawa · Ashiya · Konan-Yamate · Settsu-Motoyama · Sumiyoshi · Rokkomichi · Nada · Sannomiya · Motomachi · Kōbe · Hyōgo · Shin-Nagata · Takatori · Suma-Kaihinkōen · Suma · Shioya · Tarumi · Maiko · Asagiri · Akashi · Nishi-Akashi · Okubo · Uozumi · Tsuchiyama · Higashi-Kakogawa · Kakogawa · Hoden · Sone · Himeji-Bessho · Gochaku · Himeji · (>>Sanyō-lijn) 

Wadamisaki-lijn: Hyōgo · Wadamisaki